# Акація (селище)
Ака́ція (рос. Акация) — селище у складі Яшкинського округу Кемеровської області, Росія.

## Населення
Населення — 906 осіб (2010; 970 у 2002).
Національний склад (станом на 2002 рік):
- росіяни — 92 %